# Municipio de Benton (condado de Lackawanna)
El municipio de Benton (en inglés: Benton Township) es un municipio ubicado en el condado de Lackawanna en el estado estadounidense de Pensilvania. En el año 2000 tenía una población de 1.881 habitantes y una densidad poblacional de 29.6 personas por km².

## Geografía
El municipio de Benton se encuentra ubicado en las coordenadas 41°35′00″N 75°45′29″O / 41.58333, -75.75806.

## Demografía
Según la Oficina del Censo en 2000 los ingresos medios por hogar en la localidad eran de $45,282 y los ingresos medios por familia eran de $51,563. Los hombres tenían unos ingresos medios de $37,270 frente a los $21,875 para las mujeres. La renta per cápita de la localidad era de $21,463. Alrededor del 8,2% de la población estaba por debajo del umbral de pobreza.